# Březí (Nechvalice)
Březí (německy Bries) je malá vesnice, část obce Nechvalice v okrese Příbram ve Středočeském kraji. Nachází se asi čtyři kilometry jihovýchodně od Nechvalic. Je zde evidováno 11 adres. V roce 2011 zde trvale žilo 35 obyvatel.
Březí leží v katastrálním území Chválov o výměře 6,17 km².

## Historie
První písemná zmínka o vesnici pochází z roku 1291.

## Obyvatelstvo
| Rok            | 1869 | 1880 | 1890 | 1900 | 1910 | 1921 | 1930 | 1950 | 1961 | 1970 | 1980 | 1991 | 2001 | 2011 | 2021 |
| -------------- | ---- | ---- | ---- | ---- | ---- | ---- | ---- | ---- | ---- | ---- | ---- | ---- | ---- | ---- | ---- |
| Počet obyvatel | 103  | 101  | 94   | 76   | 65   | 70   | 67   | 57   | 51   | 48   | 42   | 27   | 35   | 35   | 30   |
| Počet domů     | 12   | 13   | 13   | 13   | 13   | 13   | 13   | 12   | 12   | 10   | 10   | 11   | 11   | 11   | 11   |

## Obecní správa
Při sčítání lidu v letech 1850–1929 Březí bylo osadou obce Ředice v okrese Sedlčany. V letech 1930–1975 bylo osadou obce Chválov, se kterým patřilo nejprve do okresu Sedlčany, ale od roku 1960 v okrese Příbram. Od 1. ledna 1976 je částí obce Nechvalice v okrese Příbram.